# Borovki (Bélgorod)
|  | Per a altres significats, vegeu «Borovki». |

Borovki - Боровки (rus) - és un poble de l'óblast de Bélgorod, a Rússia. El 2010 tenia 142 habitants. Pertany al districte (raion) de Novi Oskol.